# Тодос-Сантос
Тодос-Сантос (исп. Todos Santos) — посёлок в муниципалитете Ла-Пас мексиканского штата Южная Нижняя Калифорния. Численность населения, по данным переписи 2010 года, составила 5148 человек.

## История
Посёлок был основан в 1733 году.